# 旧約聖書続編
旧約聖書続編（きゅうやくせいしょぞくへん）とは、カトリック教会とプロテスタントの聖書共同翻訳事業において旧約聖書と新約聖書の間に配置されるように取り決められた文書の一群である。この原則に従った日本語訳聖書には新共同訳聖書（旧約聖書続編付き）がある。
カトリック教会は一部の文書を除いて第二正典として旧約聖書の一部としているが、プロテスタントの諸教会では正典としておらず、「外典」、「偽典」などと呼ばれる場合もある。

## 概説
成立時のキリスト教では、七十人訳聖書と呼ばれるギリシア語訳の聖書を自分たちの旧約聖書としてきた。この聖書はユダヤ人が持っているヘブライ語（ヘブル語）の聖書に含まれない文書（あるいは文書の一部）をいくつか含んでいたが、これらの文書は初期のキリスト教徒らがギリシア語を用いるユダヤ教徒から聖なる書物として受け継いだ「聖書」であるとしてきた。ヒエロニムスのように、含まれる文書の範囲が異なることを強調して、ヘブライ語の聖書に含まれる文書のみを聖書とすべきだとする動きや、それによってヘブライ語聖書に無い諸文書を「第二正典」として（ヘブライ語聖書にある）正典とは一応区別しようとするような動きはあったものの、聖書自体から排除されることは無かったため、正教会やカトリック教会などでは現在でもヘブライ語聖書に無いいくつかの文書を聖書の中に入れている。
しかし、マルティン・ルターは聖書をドイツ語に翻訳するにあたり、それまで使われていたラテン語の聖書（ウルガータ）からではなくヘブライ語原典から直接翻訳したため、ヘブライ語聖書に含まれる文書のみを内容とした聖書ができあがった。この「ヘブライ語聖書に含まれる文書のみを内容とした聖書」は、その後多くのプロテスタント諸派に受け継がれることになった。
このように、長年含まれる文書の範囲の異なる聖書を用いてきたカトリック教会とプロテスタントであるが、エキュメニズムの流れに沿って世界各国で共同して聖書の翻訳に取り組むことになった時、正典の範囲の異なる部分をどう取り扱うかが問題になった。いろいろな話し合いがもたれた結果、1968年にプロテスタントの聖書協会世界連盟（英語版）（UBS）とローマ教皇庁キリスト教一致推進事務局とが共同で公にした「聖書の共同翻訳のための標準原則」において、
- ヘブライ語にある部分のみを旧約聖書とする。
- ヘブライ語に無いがいくつかの教派は正典としている部分をまとめ、「旧約聖書続編」として旧約聖書と新約聖書の間に置く。

ことに定められた。このようにして生まれたのが旧約聖書続編である。

## 内容
旧約聖書続編には以下の文書が含まれる。これはカトリック教会が第二正典として扱う範囲よりも広く、聖公会がアポクリファとして扱う範囲と同じである。正教会で不入典書（外典）とされているいくつかの文書は含まれていない。
- トビト記
- ユディト記
- エステル記（ギリシャ語）  - 正典のエステル記にない6ヶ所の付加部分（エステル記補遺）がある。
- マカバイ記1
- マカバイ記2
- 知恵の書（『ソロモンの知恵』とも）
- シラ書（『ベン・シラの知恵』、『集会の書』とも）
- バルク書
- エレミヤの手紙  - バルク書第6章にあたる）
- ダニエル書補遺  - 正典のダニエル書に無い『アザルヤの祈りと三人の若者の賛歌』、『スザンナ』、『ベルと竜』を加える。
- エズラ記 （ギリシャ語）
- エズラ記 （ラテン語）
- マナセの祈り

## 含まれなかった文書
正教会などいくつかの教派で外典（不入典書）とされているにもかかわらず旧約聖書続編に入らなかった文書も存在する。
- 詩編第151編
- マカバイ記3
- マカバイ記4

などがこれに該当する。